# Christuskirche (Maguncia)
La Christuskirche (en español: Iglesia de Cristo) en Maguncia, Alemania, es una iglesia luterana de arquitectura historicista. Arquitectónicamente, es una de las iglesias más destacadas de Maguncia y una significativa muestra de los edificios religiosos del luteranismo. Es un edificio alto de piedra arenisca y tiene una cúpula de cobre que, al reflejar los rayos solares, convierte a este edificio en uno de los más hermosos de Maguncia-Neustadt.

## Historia
Fue construida entre 1896 y 1903 y diseñada por Eduard Kreyßig. Durante la Segunda Guerra Mundial fue totalmente destruida a causa del bombardeo de Maguncia en 1945. Su reconstrucción comenzó en 1952, finalizando ésta en 1954.

## Galería de imágenes

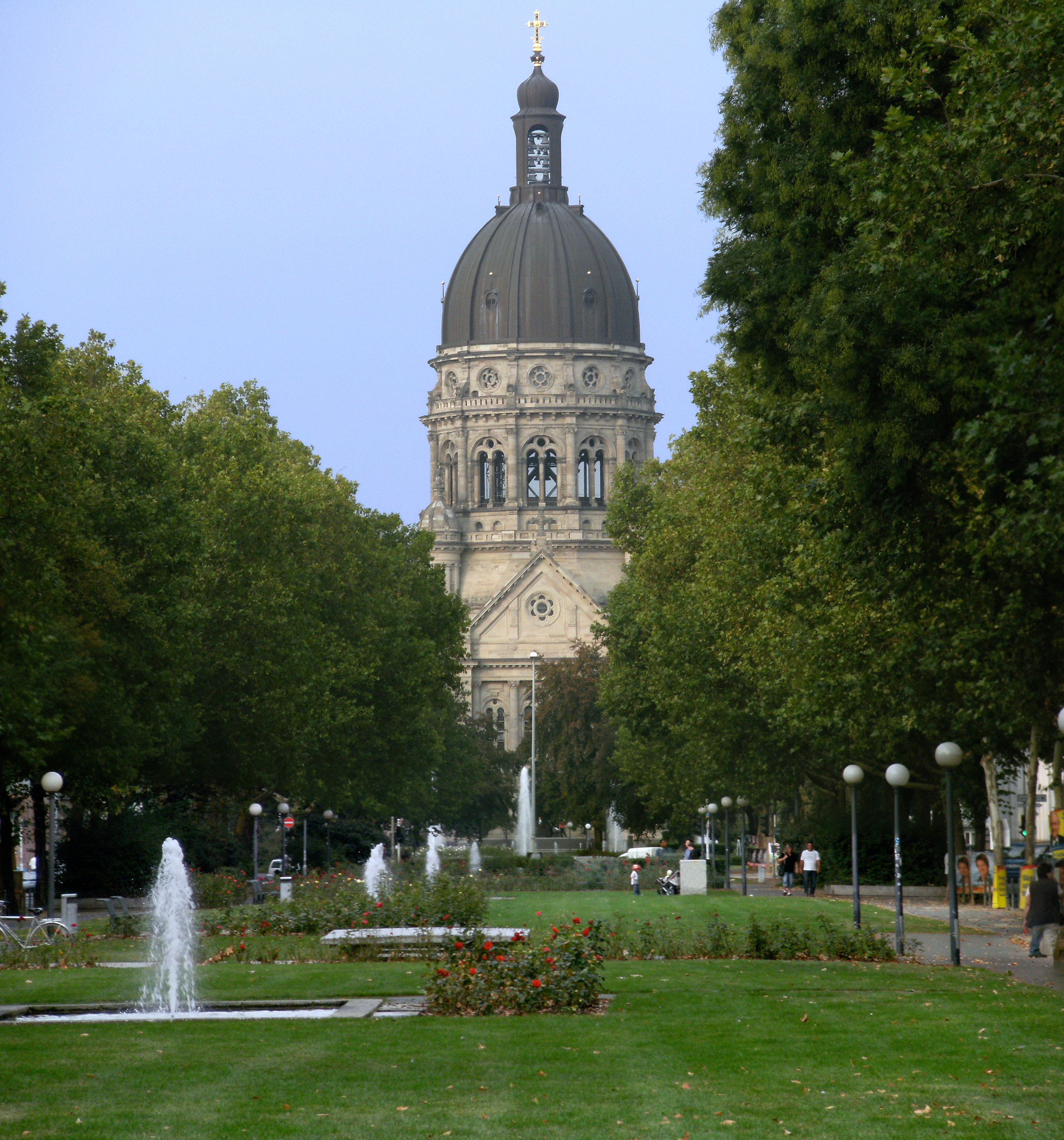
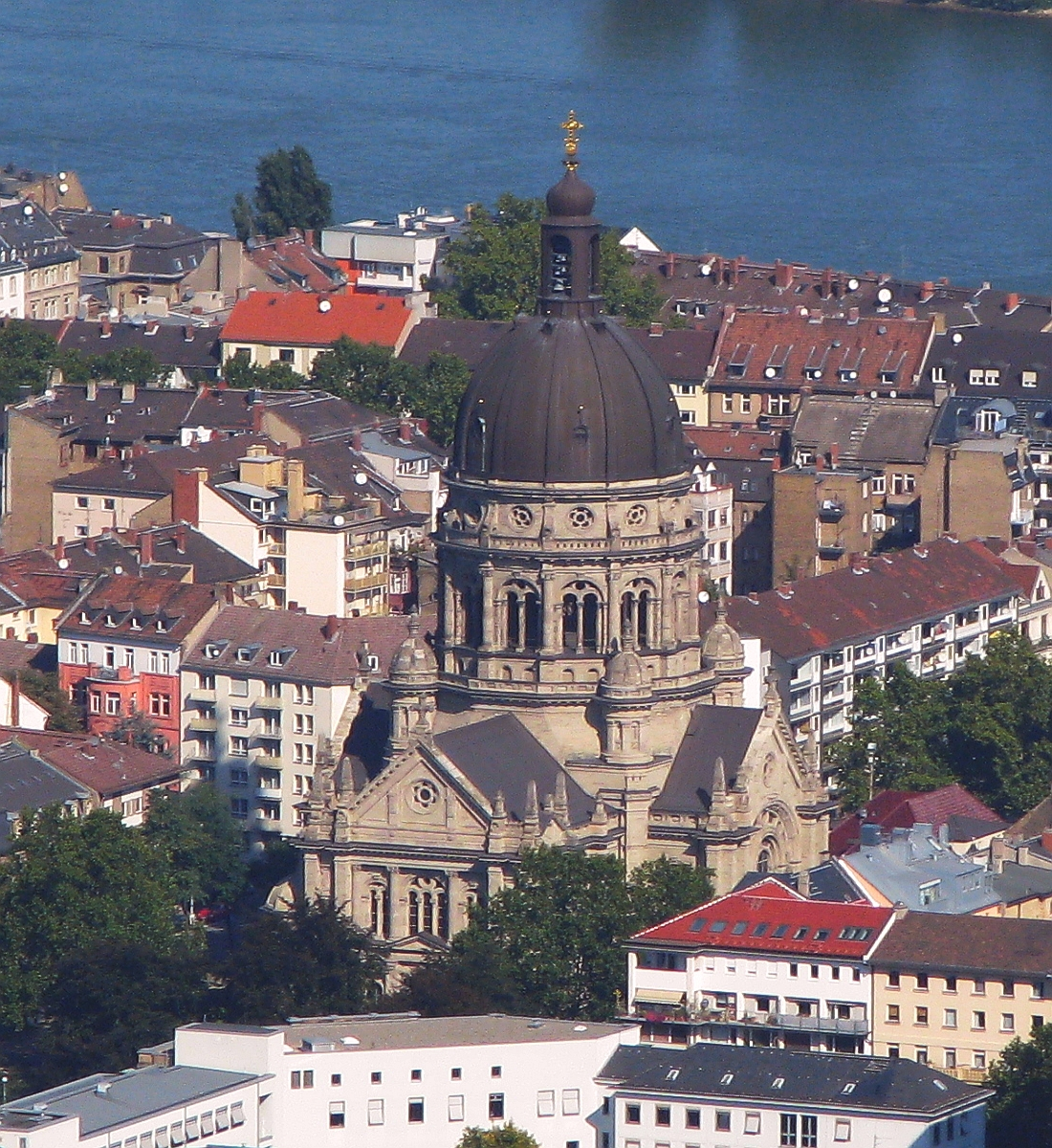
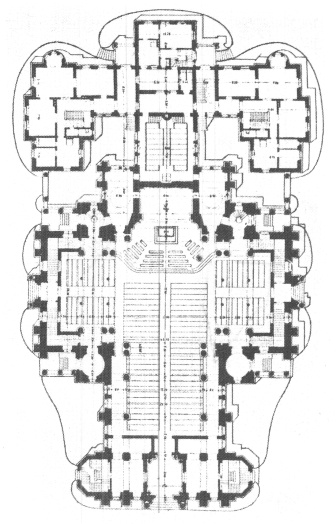
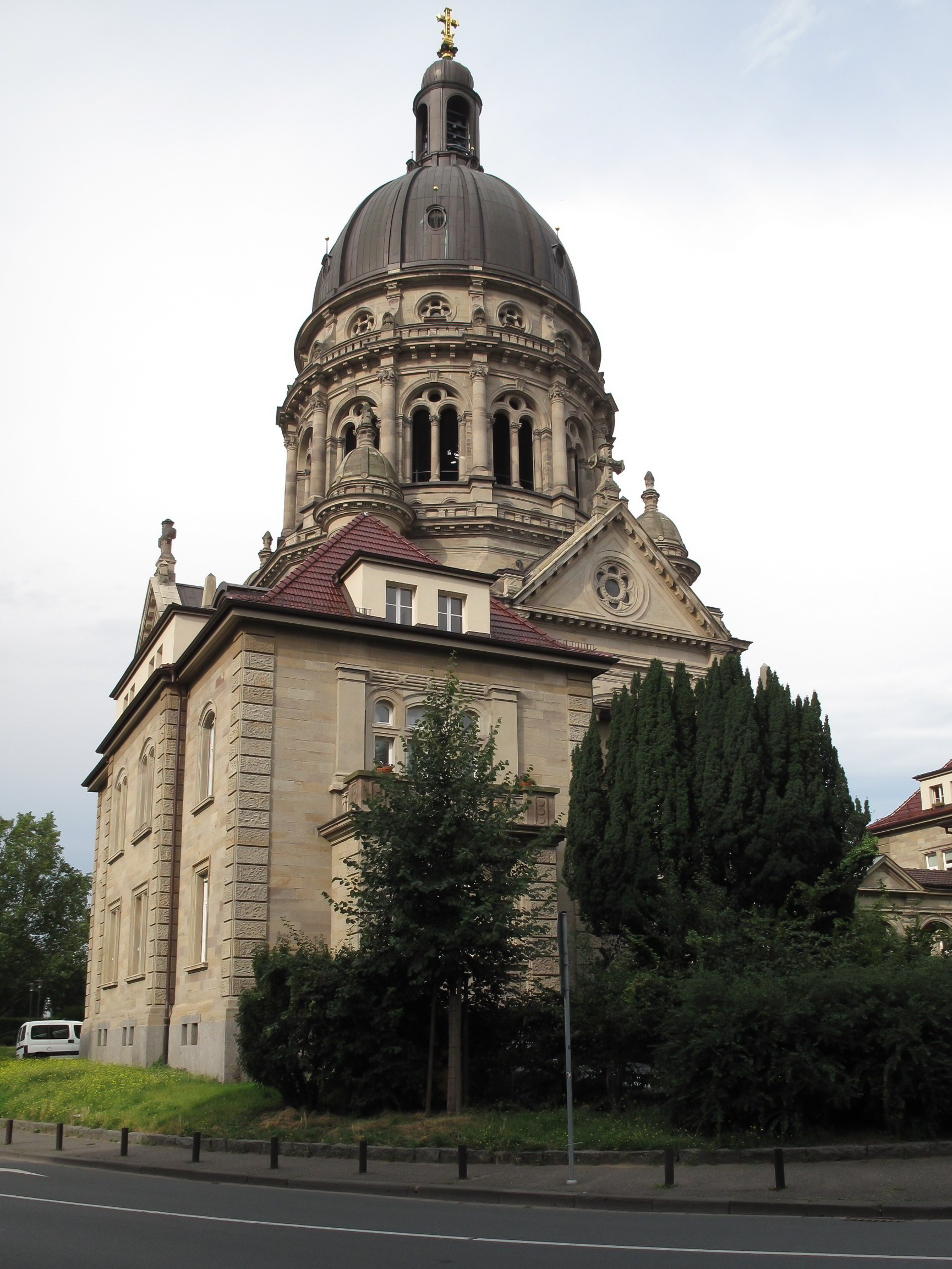
Christuskirche

- Datos: Q319281
- Multimedia: Christuskirche (Mainz) / Q319281